# Kathy Bates-filmográfia
Kathy Bates Oscar- és Golden Globe-díjas amerikai színésznő és rendező.
Színészként több mint száz filmben és televíziós műsorban szerepelt, talán legismertebb alakítása az 1990-ben bemutatott Tortúra című horrorfilmben volt, mely Stephen King azonos című regénye alapján készült. Annie Wilkes szerepében Bates kivívta a kritikusok elismerését és egyéb díjak mellett a legjobb női főszereplőnek járó Oscart és Golden Globe-díjat is megnyerte. A több mint fél évszázadot átívelő pályafutása során feltűnt vígjátékokban és filmdrámákban is, további két Oscar-jelölést és összesen hét Golden Globe-jelölést szerezve. Kritikailag elismert alakításai voltak még a Sült, zöld paradicsom (1991), a Dolores Claiborne (1995), a Titanic (1997), A nemzet színe-java (1998), A vizesnyolcas (1998), a Schmidt története (2002) és a Richard Jewell balladája (2019) című filmekben.
2011-ben az NBC két évados Harry's Law című jogi drámasorozatával  – mely első televíziós főszerepe volt – két Primetime Emmy-jelölést kapott. 2012-ben a Két pasi – meg egy kicsi vendégszereplőjeként nyerte meg első Primetime Emmy-díját, majd az Amerikai Horror Story: Boszorkányok szereplőjeként második Emmy-díját is hazavihette. Rendezőként jegyzi az Önkéntes mentős (2005) című tévéfilmet, valamint a Sírhant művek című sorozat több epizódját.
Leggyakoribb magyar szinkronhangja Molnár Piroska.

## Filmográfia

### Film
| Év   | Magyar cím                                | Eredeti cím                                                  | Szerep                           | Magyar hang        | Rendező                   |
| ---- | ----------------------------------------- | ------------------------------------------------------------ | -------------------------------- | ------------------ | ------------------------- |
| 1971 | Elszakadás                                | Taking Off                                                   | énekesnő a meghallgatáson        |                    | Miloš Forman              |
| 1978 | Visszaesők (Próbaidő)                     | Straight Time                                                | Selma Darin                      |                    | Ulu Grosbard              |
| 1982 | Jöjj vissza, Jimmy Dean                   | Come Back to the Five and Dime, Jimmy Dean, Jimmy Dean       | Stella Mae                       |                    | Robert Altman             |
| 1983 | Két fél egy egész                         | Two of a Kind                                                | bútorárus felesége               |                    | John Herzfeld             |
| 1986 | Másnap reggel                             | The Morning After                                            | nő a Mateo Street-en             |                    | Sidney Lumet              |
| 1987 | Nyári hőség                               | Summer Heat                                                  | Ruth                             |                    | Michie Gleason            |
| 1987 | Tinédzser vámpír                          | My Best Friend Is a Vampire / I Was a Teenage Vampire        | Helen Blake                      | Csűrös Karola      | Jimmy Huston              |
| 1988 | Arthur 2.                                 | Arthur 2: On the Rocks                                       | Mrs. Canby                       | Zsurzs Kati        | Bud Yorkin                |
| 1988 | Arthur 2.                                 | Arthur 2: On the Rocks                                       | Mrs. Canby                       | Kocsis Mariann     | Bud Yorkin                |
| 1989 | Életjelek                                 | Signs of Life / One for Sorrow, Two for Joy                  | Mary Beth Alder                  |                    | John David Coles          |
| 1989 | Veszélyes szenvedély                      | High Stakes                                                  | Jill                             |                    | Amos Kollek               |
| 1990 | A nő nem felejt                           | Men Don't Leave                                              | Lisa Coleman                     |                    | Paul Brickman             |
| 1990 | Dick Tracy                                | Dick Tracy                                                   | Mrs. Green                       |                    | Warren Beatty             |
| 1990 | A gyönyör rabjai                          | White Palace                                                 | Rosemary                         |                    | Luis Mandoki              |
| 1990 | Tortúra                                   | Misery                                                       | Annie Wilkes                     | Molnár Piroska     | Rob Reiner (1.)           |
| 1990 | Tortúra                                   | Misery                                                       | Annie Wilkes                     | Kocsis Mariann     | Rob Reiner (1.)           |
| 1991 | Árnyak és köd                             | Shadows and Fog                                              | prostituált                      | Kocsis Mariann     | Woody Allen (1.)          |
| 1991 | Játék az Úristen pályáján                 | At Play in the Fields of the Lord                            | Hazel Quarrier                   |                    | Héctor Babenco            |
| 1991 | Sült, zöld paradicsom                     | Fried Green Tomatoes                                         | Evelyn Couch                     | Molnár Piroska     | Jon Avnet                 |
| 1991 |                                           | The Road to Mecca                                            | Elsa Barlow                      |                    | Athol Fugard              |
| 1991 | Peter Goldsmid                            | The Road to Mecca                                            | Elsa Barlow                      |                    |                           |
| 1992 | Előjáték egy csókhoz                      | Prelude to a Kiss                                            | Leah Blier                       | Némedi Mari        | Norman René               |
| 1992 | Lestrapált emberek                        | Used People                                                  | Bibby Berman                     |                    | Beeban Kidron (1.)        |
| 1993 |                                           | Living and Working in Space: The Countdown Has Begun         | Lunar Mom                        |                    | Rob Mikuriya              |
| 1993 | A mi házunk                               | A Home of Our Own                                            | Frances Lacey                    | Molnár Piroska     | Tony Bill                 |
| 1994 | Világgá mentem                            | North                                                        | anya Alaszkában                  | Sági Tímea         | Rob Reiner (2.)           |
| 1994 | Eladó a családom                          | Curse of the Starving Class                                  | Ella Tate                        |                    | J. Michael McClary        |
| 1995 | Dolores Claiborne                         | Dolores Claiborne                                            | Dolores Claiborne                | Molnár Piroska     | Taylor Hackford           |
| 1995 | Kerek világ                               | Angus                                                        | Meg Bethune                      | Borbás Gabi        | Patrick Read Johnson      |
| 1996 | Az ördög háromszöge                       | Diabolique                                                   | Shirley Vogel                    | Halász Aranka      | Jeremiah S. Chechik       |
| 1996 | Házi háború                               | The War at Home                                              | Maurine Collier                  |                    | Emilio Estevez            |
| 1997 | Érzelmek hullámain                        | Swept from the Sea                                           | Miss Swaffer                     | Bókai Mária        | Beeban Kidron (2.)        |
| 1997 | Titanic                                   | Titanic                                                      | Molly Brown                      | Molnár Piroska     | James Cameron             |
| 1998 | A nemzet színe-java                       | Primary Colors                                               | Libby Holden                     | Zsurzs Kati        | Mike Nichols              |
| 1998 |                                           | The Effects of Magic                                         | Raphaella, a varázsnyúl (hangja) |                    | Charlie és Chuck Martinez |
| 1998 | A vizesnyolcas                            | The Waterboy                                                 | Helen "Mama" Boucher             | Pécsi Ildikó       | Frank Coraci (1.)         |
| 1998 | Zavaros vizeken                           | A Civil Action                                               | csődeljárási bírónő              |                    | Steven Zaillian           |
| 1999 |                                           | Baby Steps (rövidfilm)                                       | Mrs. Mellon                      |                    | Geoffrey Nauffts          |
| 2000 | Ruha teszi...                             | Bruno (The Dress Code)                                       | rendfőnöknő                      |                    | Shirley MacLaine          |
| 2001 | Üldözési mánia                            | Rat Race                                                     | mókusos hölgy                    | Zsurzs Kati        | Jerry Zucker              |
| 2001 | Törvényen kívül                           | American Outlaws                                             | Ma James                         | Halász Aranka      | Les Mayfield              |
| 2001 | Törvényen kívül                           | American Outlaws                                             | Ma James                         | Zsurzs Kati        | Les Mayfield              |
| 2002 |                                           | Love Liza                                                    | Mary Ann Bankhead                |                    | Todd Louiso               |
| 2002 | Szitakötő                                 | Dragonfly                                                    | Mrs. Belmont                     | Molnár Piroska     | Tom Shadyac               |
| 2002 | Szitakötő                                 | Dragonfly                                                    | Mrs. Belmont                     | Menszátor Magdolna | Tom Shadyac               |
| 2002 | Schmidt története                         | About Schmidt                                                | Roberta Hertzel                  | Molnár Piroska     | Alexander Payne           |
| 2002 | Feltétlen szeretet                        | Unconditional Love                                           | Grace Beasley                    | Molnár Piroska     | P. J. Hogan               |
| 2004 | 80 nap alatt a Föld körül                 | Around the World in 80 Days                                  | Viktória királynő                | Molnár Piroska     | Frank Coraci (2.)         |
| 2004 | Magánürügy                                | Little Black Book                                            | Kippie Kann                      | Molnár Piroska     | Nick Hurran               |
| 2004 |                                           | Popeye's Voyage: The Quest for Pappy                         | Sea Hag (hangja)                 |                    | Ezekiel Norton            |
| 2004 |                                           | The Ingrate (rövidfilm)                                      | bírónő                           |                    | Krystoff Przykucki        |
| 2004 | Metsző éllel: A filmvágás varázsa         | The Cutting Edge: The Magic of Movie Editing                 | narrátor                         |                    | Wendy Apple               |
| 2004 | Szent Lajos király hídja                  | The Bridge of San Luis Rey                                   | márkiné                          | Molnár Piroska     | Mary McGuckian            |
| 2005 | Jancsi és Juliska (rövidfilm)             | Hansel and Gretel                                            | narrátor                         |                    | Virginia Wilkos           |
| 2005 | Azt beszélik                              | Rumor Has It                                                 | Mitsy néni                       | Illyés Mari        | Rob Reiner                |
| 2005 | Édes és keserű                            | Guilty Hearts                                                | bírónő                           |                    | több rendező              |
| 2006 | Anyám nyakán                              | Failure to Launch                                            | Sue                              | Molnár Piroska     | Tom Dey                   |
| 2006 |                                           | Solace (rövidfilm)                                           | Marrow felesége                  |                    | Jonah Salander            |
| 2006 | Sokk a jóból                              | Relative Strangers                                           | Agnes Menure                     | Szabó Éva          | Greg Glienna              |
| 2006 |                                           | Bonneville                                                   | Margene                          |                    | Christopher N. Rowley     |
| 2006 | Malac a pácban                            | Charlotte's Web                                              | Bitsy, a tehén (szinkronhang)    | Molnár Piroska     | Gary Winick               |
| 2007 | Mézengúz                                  | Bee Movie                                                    | Janet Benson(hangja)             | Halász Aranka      | Simon J. Smith            |
| 2007 | Mézengúz                                  | Bee Movie                                                    | Janet Benson(hangja)             | Halász Aranka      | Steve Hickner             |
| 2007 | Télbratyó                                 | Fred Claus                                                   | Claus mama                       |                    | David Dobkin              |
| 2007 | Az arany iránytű                          | The Golden Compass                                           | Hester (hangja)                  | Hirling Judit      | Chris Weitz               |
| 2007 | P.S. I Love You                           | P.S. I Love You                                              | Patricia                         | Molnár Piroska     | Richard LaGravenese (1.)  |
| 2007 |                                           | Christmas Is Here Again                                      | Miss Dowdy(hangja)               |                    | Robert Zappia             |
| 2008 |                                           | The Family That Preys                                        | Charlotte Cartwright             |                    | Tyler Perry               |
| 2008 | Amikor megállt a Föld                     | The Day the Earth Stood Still                                | Dr. Regina Jackson               | Molnár Piroska     | Scott Derrickson          |
| 2008 | A szabadság útjai                         | Revolutionary Road                                           | Helen Givings                    | Molnár Piroska     | Sam Mendes                |
| 2008 | Személyes vonatkozás                      | Personal Effects                                             | Gloria                           | Molnár Piroska     | David Hollander           |
| 2009 | Chéri – Egy kurtizán szerelme             | Chéri                                                        | Madame Charlotte Peloux          | Molnár Piroska     | Stephen Frears            |
| 2009 | A szív bajnokai                           | The Blind Side                                               | Miss Sue                         | Molnár Piroska     | John Lee Hancock (1.)     |
| 2009 |                                           | The Legend of Pancho Barnes and the Happy Bottom Riding Club | narrátor                         |                    | Amanda Pope               |
| 2010 | Valentin nap                              | Valentine's Day                                              | Susan Milton                     | Molnár Piroska     | Garry Marshall            |
| 2011 | Éjfélkor Párizsban                        | Midnight in Paris                                            | Gertrude Stein                   | Molnár Piroska     | Woody Allen (2.)          |
| 2011 | Ne csókold meg a menyasszonyt!            | You May Not Kiss the Bride                                   | Mrs. Lighthouse                  |                    | Rob Hedden                |
| 2011 | Egy kis Mennyország                       | A Little Bit of Heaven                                       | Beverly Corbett                  | Molnár Piroska     | Nicole Kassell            |
| 2014 | Tammy                                     | Tammy                                                        | Lenore                           | Molnár Piroska     | Ben Falcone (1.)          |
| 2014 | Amikor Marnie ott volt                    | When Marnie Was There                                        | Mrs. Kadoya (angol hangja)       |                    | Jonebajasi Hiromasza      |
| 2015 | A kórus                                   | Boychoir                                                     | osztályfőnök                     |                    | François Girard           |
| 2015 |                                           | The Great Gilly Hopkins                                      | Maime Trotter                    |                    | Stephen Herek             |
| 2016 | A főnök                                   | The Boss                                                     | Ida Marquette                    | Molnár Piroska     | Ben Falcone (2.)          |
| 2016 |                                           | Complete Unknown                                             | Nina                             |                    | Joshua Marston            |
| 2016 | Tapló télapó 2.                           | Bad Santa 2                                                  | Sunny Soke                       | Molnár Piroska     | Mark Waters               |
| 2017 |                                           | Krystal                                                      | Vera                             |                    | William H. Macy           |
| 2018 | John F. Donovan halála és élete           | The Death and Life of John F. Donovan                        | Barbara Haggermaker              |                    | Xavier Dolan              |
| 2018 | Az egyenjogú nem                          | On the Basis of Sex                                          | Dorothy Kenyon                   | Zsurzs Kati        | Mimi Leder                |
| 2019 | Útonállók                                 | The Highwaymen                                               | Miriam A. Ferguson               |                    | John Lee Hancock (2.)     |
| 2019 | Richard Jewell balladája                  | Richard Jewell                                               | Bobi Jewell                      | Zsurzs Kati        | Clint Eastwood            |
| 2020 |                                           | Home                                                         | Bernadette                       |                    | Franka Potente            |
| 2023 | Ott vagy, Istenem? Én vagyok az, Margaret | Are You There God? It's Me, Margaret.                        | Sylvia Simon                     | Halász Aranka      | Kelly Fremon Craig        |
| 2023 | A csodák utján                            | The Miracle Club                                             | Eileen Dunne                     | Martin Márta       | Thaddeus O'Sullivan       |
| 2024 | Mindörökké nyár                           | Summer Camp                                                  | Ginny                            | Molnár Piroska     | Castille Landon           |
| 2024 | Családi affér                             | A Family Affair                                              | Leila Ford                       | Zsurzs Kati        | Richard LaGravenese (2.)  |

### Televízió

#### Tévéfilm
| Év   | Magyar cím                     | Eredeti cím         | Szerep               | Magyar hang    |
| ---- | ------------------------------ | ------------------- | -------------------- | -------------- |
| 1986 |                                | Johnny Bull         | Katherine Kovacs     |                |
| 1987 |                                | Murder Ordained     | Bobbi Birk           |                |
| 1989 |                                | Roe vs. Wade        | Jessie               |                |
| 1989 |                                | No Place Like Home  | Boonie Cooper        |                |
| 1992 |                                | Hostages            | Peggy Say            |                |
| 1995 | West Side-i keringő            | The West Side Waltz | Mrs. Goo             |                |
| 1996 | Médiaharc                      | The Late Shift      | Helen Kushnick       | Szabó Éva      |
| 1999 | Annie                          | Annie               | Miss Agatha Hannigan | Felföldi Anikó |
| 2000 | Az ördögűző – Az igaz történet | Possessed           | tanuló               |                |
| 2002 | Egymásra utalva                | My Sister's Keeper  | Christine Chapman    |                |
| 2005 | Önkéntes mentős                | Ambulance Girl      | Jane Stern           | Molnár Piroska |
| 2005 | Warm Springs                   | Warm Springs        | Helena Mahoney       |                |

#### Sorozat
| Év        | Magyar cím                               | Eredeti cím                       | Szerep                    | Megjegyzések                                           |
| --------- | ---------------------------------------- | --------------------------------- | ------------------------- | ------------------------------------------------------ |
| 1977      |                                          | The Doctors                       | Phyllis                   | ismeretlen epizód                                      |
| 1978      | Szerelemhajó                             | The Love Boat                     | Sally Allison             | 1 epizód                                               |
| 1984      |                                          | All My Children                   | Belle Bodelle             | ismeretlen epizód                                      |
| 1984      |                                          | One Life to Live                  | Evelyn Maddox             | 1 epizód                                               |
| 1986      | Cagney és Lacey                          | Cagney & Lacey                    | Brenda Harris             | 1 epizód                                               |
| 1986–1987 | Egy kórház magánélete                    | St. Elsewhere                     | Polly                     | 2 epizód                                               |
| 1989      |                                          | China Beach                       | Jan                       | 1 epizód                                               |
| 1989      |                                          | L.A. Law                          | Charlotte Haley           | 1 epizód                                               |
| 1993–2004 |                                          | American Experience               | narrátor                  | 2 epizód                                               |
| 1994      | Stephen King: Végítélet                  | The Stand                         | Rae Flowers               | - 1 epizód - magyar hangja: - Kocsis Mariann           |
| 1999      | Űrbalekok                                | 3rd Rock from the Sun             | Charlotte Everly          | 1 epizód                                               |
| 2000      | Mad TV                                   | MADtv                             | Stuart nagymamája         | 1 epizód                                               |
| 2001      | Texas királyai                           | King of the Hill                  | rendőr (hangja)           | 1 epizód                                               |
| 2003–2005 | Sírhant művek                            | Six Feet Under                    | Bettina                   | 10 epizód                                              |
| 2009      | Alice                                    | Alice                             | Szívkirálynő              | 2 epizód                                               |
| 2010–2011 | Office                                   | The Office                        | Jo Bennett                | 8 epizód                                               |
| 2011–2012 |                                          | Harry's Law                       | Harriet Korn              | 34 epizód                                              |
| 2012      | Két pasi – meg egy kicsi                 | Two and a Half Men                | Charlie Harper szelleme   | 1 epizód                                               |
| 2013–2014 | Amerikai Horror Story: Boszorkányok      | American Horror Story: Coven      | Marie Delphine LaLaurie   | - 10 epizód - magyar hangja: - Molnár Piroska          |
| 2014-2015 | Amerikai Horror Story: Rémségek cirkusza | American Horror Story: Freak Show | Ethel Darling             | - 10 epizód - magyar hangja:[forrás?] - Molnár Piroska |
| 2014-2015 | Mike és Molly                            | Mike & Molly                      | Kay McKinnon              | két epizód                                             |
| 2015      | Amerikai fater                           | American Dad!                     | D.O. Rothy (hangja)       | 1 epizód                                               |
| 2015-2016 | Amerikai Horror Story: Hotel             | American Horror Story: Hotel      | Iris                      | - 11 epizód - magyar hangja:[forrás?] - Molnár Piroska |
| 2016      | Amerikai Horror Story: Roanoke           | American Horror Story: Roanoke    | Thomasin White            | 5 epizód                                               |
| 2016      | Amerikai Horror Story: Roanoke           | American Horror Story: Roanoke    | Agnes Mary Winstead       | 4 epizód                                               |
| 2017      | Viszály                                  | Feud: Bette and Joan              | Joan Blondell             | 5 epizód                                               |
| 2017–2018 |                                          | Disjointed                        | Ruth Whitefeather Feldman | 20 epizód                                              |
| 2018      | Playback párbaj                          | Lip Sync Battle                   | önmaga                    | 1 epizód                                               |
| 2018      | Agymenők                                 | The Big Bang Theory               | Mrs. Fowler               | - 3 epizód - magyar hangja: - Bókai Mária              |
| 2018      | Amerikai Horror Story: Apokalipszis      | American Horror Story: Apocalypse | Miriam Mead               | 10 epizód                                              |
| 2018      | Amerikai Horror Story: Apokalipszis      | American Horror Story: Apocalypse | Delphine LaLaurie         | 1 epizód                                               |
| 2024      |                                          | Matlock                           | Madeline Matlock          | 8 epizód                                               |

Rendezőként
| Év        | Magyar cím        | Eredeti cím                  | Megjegyzések          |
| --------- | ----------------- | ---------------------------- | --------------------- |
| 1995      |                   | Great Performances           | 1 epizód              |
| 1996      | Gyilkos utcák     | Homicide: Life on the Street | 1 epizód              |
| 1997      | New York rendőrei | NYPD Blue                    | 1 epizód              |
| 1998      | Oz                | Oz                           | 1 epizód              |
| 1999      |                   | Dash and Lilly               | tévéfilm              |
| 2001–2003 | Sírhant művek     | Six Feet Under               | 5 epizód              |
| 2002      | Everwood          | Everwood                     | 1 epizód              |
| 2003      |                   | Fargo                        | eladatlan próbaepizód |

## Fontosabb díjak és jelölések
| Díj                | Év   | Kategória                                                       | Jelölt mű                                | Eredmény |
| ------------------ | ---- | --------------------------------------------------------------- | ---------------------------------------- | -------- |
| Oscar-díj          | 1991 | legjobb női főszereplő                                          | Tortúra                                  | Elnyerte |
| Oscar-díj          | 1999 | legjobb női mellékszereplő                                      | A nemzet színe-java                      | Jelölve  |
| Oscar-díj          | 2003 | legjobb női mellékszereplő                                      | Schmidt története                        | Jelölve  |
| Oscar-díj          | 2020 | legjobb női mellékszereplő                                      | Richard Jewell balladája                 | Jelölve  |
| BAFTA-díj          | 1993 | legjobb női mellékszereplő                                      | Sült, zöld paradicsom                    | Jelölve  |
| BAFTA-díj          | 1999 | legjobb női mellékszereplő                                      | A nemzet színe-java                      | Jelölve  |
| Golden Globe-díj   | 1991 | legjobb női főszereplő (filmdráma)                              | Tortúra                                  | Elnyerte |
| Golden Globe-díj   | 1992 | legjobb női főszereplő (filmmusical vagy vígjáték)              | Sült, zöld paradicsom                    | Jelölve  |
| Golden Globe-díj   | 1997 | legjobb női mellékszereplő (sorozat, minisorozat vagy tévéfilm) | Médiaharc                                | Elnyerte |
| Golden Globe-díj   | 1999 | legjobb női mellékszereplő                                      | A nemzet színe-java                      | Jelölve  |
| Golden Globe-díj   | 2000 | legjobb női mellékszereplő (sorozat, minisorozat vagy tévéfilm) | Annie                                    | Jelölve  |
| Golden Globe-díj   | 2003 | legjobb női mellékszereplő                                      | Schmidt története                        | Jelölve  |
| Golden Globe-díj   | 2015 | legjobb női mellékszereplő (sorozat, minisorozat vagy tévéfilm) | Amerikai Horror Story: Rémségek cirkusza | Jelölve  |
| Golden Globe-díj   | 2020 | legjobb női mellékszereplő                                      | Richard Jewell balladája                 | Jelölve  |
| Golden Globe-díj   | 2025 | legjobb női főszereplő (drámasorozat)                           | Matlock                                  | Jelölve  |
| Primetime Emmy-díj | 1996 | legjobb női mellékszereplő (minisorozat vagy tévéfilm)          | Médiaharc                                | Jelölve  |
| Primetime Emmy-díj | 1999 | legjobb rendező (minisorozat vagy tévéfilm)                     | Dash and Lilly                           | Jelölve  |
| Primetime Emmy-díj | 1999 | legjobb vendégszínésznő (vígjátéksorozat)                       | Űrbalekok                                | Jelölve  |
| Primetime Emmy-díj | 2000 | legjobb női mellékszereplő (minisorozat vagy tévéfilm)          | Annie                                    | Jelölve  |
| Primetime Emmy-díj | 2003 | legjobb vendégszínésznő (drámasorozat)                          | Sírhant művek                            | Jelölve  |
| Primetime Emmy-díj | 2005 | legjobb női mellékszereplő (minisorozat vagy tévéfilm)          | Warm Springs                             | Jelölve  |
| Primetime Emmy-díj | 2006 | legjobb női főszereplő (minisorozat vagy tévéfilm)              | Önkéntes mentős                          | Jelölve  |
| Primetime Emmy-díj | 2010 | legjobb női mellékszereplő (minisorozat vagy tévéfilm)          | Alice                                    | Jelölve  |
| Primetime Emmy-díj | 2011 | legjobb női főszereplő (drámasorozat)                           | Harry's Law                              | Jelölve  |
| Primetime Emmy-díj | 2012 | legjobb női főszereplő (drámasorozat)                           | Harry's Law                              | Jelölve  |
| Primetime Emmy-díj | 2012 | legjobb vendégszínésznő (vígjátéksorozat)                       | Két pasi – meg egy kicsi                 | Elnyerte |
| Primetime Emmy-díj | 2014 | legjobb női mellékszereplő (minisorozat vagy tévéfilm)          | Amerikai Horror Story: Boszorkányok      | Elnyerte |
| Primetime Emmy-díj | 2015 | legjobb női mellékszereplő (minisorozat vagy tévéfilm)          | Amerikai Horror Story: Rémségek cirkusza | Jelölve  |
| Primetime Emmy-díj | 2016 | legjobb női mellékszereplő (minisorozat vagy tévéfilm)          | Amerikai Horror Story: Hotel             | Jelölve  |
| Primetime Emmy-díj | 2025 | legjobb női főszereplő (drámasorozat)                           | Matlock                                  | Jelölve  |
| Tony-díj           | 1983 | legjobb női főszereplő színdarabban                             | ’night, Mother                           | Jelölve  |
| Arany Málna díj    | 1995 | legrosszabb női mellékszereplő                                  | Világgá mentem                           | Jelölve  |
| Szaturnusz-díj     | 1992 | legjobb női főszereplő                                          | Tortúra                                  | Jelölve  |
| Szaturnusz-díj     | 1996 | legjobb női főszereplő                                          | Dolores Claiborne                        | Jelölve  |
| Szaturnusz-díj     | 2014 | legjobb televíziós női mellékszereplő                           | Amerikai Horror Sztori: Boszorkányok     | Jelölve  |
| Szaturnusz-díj     | 2017 | legjobb televíziós női mellékszereplő                           | Amerikai Horror Story: Roanoke           | Jelölve  |

## Fordítás
- Ez a szócikk részben vagy egészben  a   Kathy Bates filmography című angol Wikipédia-szócikk fordításán alapul.  Az eredeti cikk szerkesztőit annak laptörténete sorolja fel. Ez a jelzés csupán a megfogalmazás eredetét és a szerzői jogokat jelzi, nem szolgál a cikkben szereplő információk forrásmegjelöléseként.